# Manuel Antonio Prince
Manuel Antonio Prince Veroes (Aroa, estado Yaracuy, Venezuela, 16 de junio de 1914-Venezuela, 2003) fue un militar y mecánico venezolano que combatió en la Segunda Guerra Mundial. Prince emigró a Nueva York junto con su hermano mayor en 1927, a los 13 años, donde aprendió inglés, mecánica y se dedicó a reparar taxis. Después del ataque a Pearl Harbor en 1941,  fue alistado en el ejército estadounidense debido a una ley que obligaba a los extranjeros con más de tres años de residencia en Estados Unidos a ser reclutados. Manuel Antonio fue asignado al batallón 182 de la División 23 del ejército, conocida como la División Americal.
En mayo de 1942 su unidad fue enviada a Nueva Caledonia y vio combate por primera vez durante la campaña de Guadalcanal. Posteriormente fue a Boungaville y a la isla Corregidor. Prince tuvo tres años de combate, fue ascendido al rango de sargento, y fue reconocido con varias medallas. Al finalizar la guerra, Manuel Antonio regresó a Venezuela a su estado natal de Yaracuy, y posteriormente se radicó en Barquisimeto, donde abrió un taller mecánico. Vivió en Venezuela hasta su fallecimiento en 2003.

## Vida personal
Prince tuvo seis hijos durante su vida.